# San Pedro Apóstol
San Pedro Apóstol là một đô thị thuộc bang Oaxaca, México. Năm 2005, dân số của đô thị này là 1511 người.